# Matrona annina
Matrona annina là loài chuồn chuồn trong họ Calopterygidae. Loài này được Zhang & Hämäläinen mô tả khoa học đầu tiên năm 2012.